# Alegeri în Norvegia
Legiuitorii Norvegiei sunt aleși la nivel național. Parlamentul (Storting), are 169 de membri aleși pentru un mandat de 4 ani (în care acesta nu poate fi dizolvat).
Norvegia are un sistem pluripartid, cu numeroase partide, în care niciun partid nu are șansa de a câștiga singur puterea, ci toate trebuie să lucreze împreună pentru a forma guverne de coaliție și/sau cabinete minoritare. În Norvegia, alegerile sunt organizate la fiecare 2 ani, alternând între alegerile pentru Parlamentul European și alegerile locale, ambele fiind valabile pe o perioada de 4 ani.
Votul este universal de la vârsta de 18 ani, și se poate vota chiar dacă persoana împlinește mai târziu in acel an vârsta corespunzătoare pentru vot. Doar cetățenii norvegieni pot vota în alegerile parlamentare, iar străinii care au trăit în Norvegia timp de 3 ani consecutivi, pot vota în alegerile locale. 
Legea prin care femeile pot vota, a fost adoptată in anul 1913. Regele Norvegiei nu este cetățean și nu poate vota. Regina și prințul moștenitor sunt eligibili pentru vot dar respectă tradiția și nu votează.
Ultimele alegeri au fost alegerile parlamentare din 2009, de la 14 septembrie.

### Sistemul electoral
Norvegia utilizează același sistem atât în alegerile locale cât și naționale, atunci când vine vorba de distribuirea mandatelor. Aceștia aplică metoda Sainte–Lague modificată, iar principiul de bază este ca numărul parlamentarilor dintr-un partid sa fie aproximativ egal cu voturile primite (principiul echității matematice).
Există unele excepții de la principiul de mai sus:
1. Locuri de nivelare: aceste mandate există pentru ajustarea a ceea ce era considerat a fi nedrept: un partid avea teoretic posibilitatea de a obține un număr total de voturi, dar nu îndeajuns de ridicat în niciun grup de votanti, pentru a obține un mandat. Un partid trebuie să obțină mai mult de 4% din totalul de voturi-pragul electoral-pentru a fi numit în locurile de nivelare.
2. Adăugirile rurale: partidele mici obțin mai multe mandate decât ar sugera populația. Acest aspect menține un simțământ reprezentativ în ansamblul național și previne depășirea voturilor urbane pe cele rurale, dar în ultimul timp a fost aspru criticat, fiind nedemocratic si incorect din punct de vedere matematic.
3. Multe partide, puține mandate: toate cele 7 partide (SV, Ap, Sp, V, KrF, H, FrP) au fost prezente în listele de alegeri parlamentare în toate cele 19 județe. Adăugate acestor 7, un total de 21 de partide au fost în liste pentru alegerile din 2005. Toate aceste partide concurează pentru aceleași mandate, iar în circumscripțiile cu puține mandate, intră puține sau niciunul. Acest lucru este parțial compensat de locurile de nivelare, dar numai pentru partidele care depășesc pragul electoral.

### Alegerile parlamentare
Norvegia este împărțită în 19 județe și fiecare județ este o circumscripție în alegeri. Fiecare județ alege un număr de locuri pre-calculate în Parlament Storting, pe baza populației și aria geografică a județului. Fiecare locuitor înscrie un punct și fiecare kilometru pătrat 1,8 puncte. Acest calcul se face la fiecare opt ani. Această practică a fost criticată pentru ca în unele județe mai slab populate un singur vot contează mai mult decât în alte județe mai dens populate. Alții susțin că județele cu o populație dispersată, situate departe de administrația centrală ar trebui sa aibă o reprezentare mai puternică în [Parlament]. În alegerile recente, un vot în județul nordic Finnmark, a valorat cât doua voturi din capitala Oslo sau în jurul județului Akershus.
După ce voturile sunt numărate, iar membrilor Parlamentului le sunt desemnate locurile respective din județul lor, 19 locuri de nivelare, câte unul în fiecare județ, sunt împărțite partidelor care au mai puține locuri decât ar sugera procentul rezultatelor alegerilor lor. Această practică a fost adoptată în 1989. Cu toate acestea, numai partidele cu mai mult de 4% din voturi la nivel național-pragul electoral-au dreptul la locuri de nivelare.
| Județ            | Locuri |
| ---------------- | ------ |
| Østfold          | 9      |
| Akershus         | 16     |
| Oslo             | 17     |
| Hedmark          | 8      |
| Oppland          | 7      |
| Buskerud         | 9      |
| Vestfold         | 7      |
| Telemark         | 6      |
| Aust-Agder       | 4      |
| Vest-Agder       | 6      |
| Rogaland         | 13     |
| Hordaland        | 15     |
| Sogn og Fjordane | 5      |
| Møre og Romsdal  | 9      |
| Sør-Trøndelag    | 10     |
| Nord-Trøndelag   | 6      |
| Nordland         | 10     |
| Troms            | 7      |
| Finnmark         | 5      |
| Total            | 169    |

### Alegerile locale
Alegerile locale sunt două alegeri separate, ținute în acelasi timp: alegerile electorale județene, unde sunt aleși politicienii consiliului județean si alegerea municipalității, ce optează pentru politicienii consiliilor municipale.

### Alegerile parlamentare ale comunității Sámi
Oamenii ce fac parte din patrimoniul lapon pot vota pentru Parlamentul Sámi din Norvegia. Pentru alegeri, Norvegia este împărțită în 13 circumscripții, din care sunt aleși 3 reprezentanți. În plus, se mai alege un reprezentant din primele 4 circumscripții cu cele mai multe voturi. Alegerea are loc în același timp cu alegerile pentru Parlamentul norvegian.

## Reguli privind zilele de alegeri
Vânzarea de băuturi alcoolice în zilele de alegeri este interzisă prin articolul 3-7 din legea ce privește consumul de alcool. Acest lucru previne votul sub influența alcoolului.

## Vezi și
- Alegeri legislative în Norvegia, 1989
- Alegeri legislative în Norvegia, 2001